# Hanns Caspar von Stosch
Hanns Caspar von Stosch (geb. 2. Dezember 1694 auf Mittel-Beyle Schlesien; gest. im 18. Jahrhundert) war ein preußischer Landrat.

## Herkunft

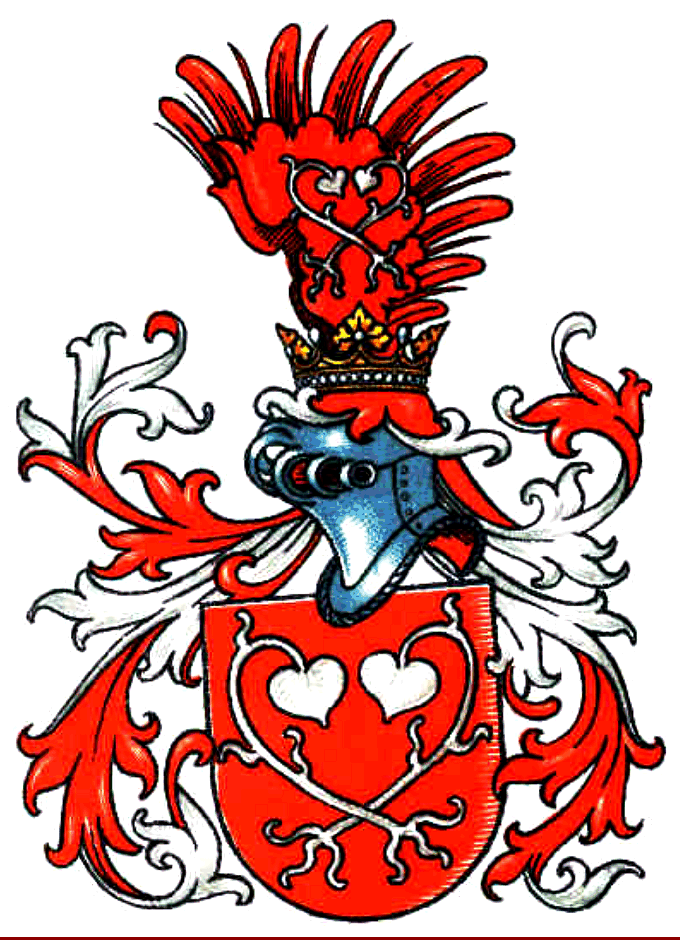
Stammwappen derer von Stosch

Hanns Caspar von Stosch war Angehöriger des schlesischen Adelsgeschlechts Stosch. Er war der älteste Sohn von Caspar Alexander von Stosch (* 10. Oktober 1653 – 1732) und dessen Ehefrau (⚭ 1685) Magdalena († 6. April 1731), geb. von Nostiz aus dem Hause Zedlitz. Er hatte einen Bruder Georg Otto (* 1697) und drei Schwestern Eve Caroline (* 1688), Johanne Magdalene (* 1691) und Elisabeth (* 1714) von Stosch.

## Leben
Hanns Caspar von Stosch war 1748 Marschkommissar und Kreisdeputierter. Am 11. März 1751 wurde er nach Wahl durch die Stände von Friedrich II. zum neuen Landrat des Kreises Steinau-Raudten ernannt. Er trat damit die Nachfolge von Christoph Gotthard von Kreckwitz an. Das Amt übte er bis zum Jahr 1759 aus, Nachfolger wurde 1764 George Sigismund von Unruh.

## Persönliches
Hanns Caspar von Stosch saß auf Ober Dammer und vermählte sich 1719 mit Sophie Juliane Freiin von Sandreczky aus dem Hause Seyffersdorf. Ihre Kinder waren Sophie Elisabeth (* 23. August 1720), Magadalena Henriette (* 10. August 1724) und die Zwillinge Johanne Juliane und Eve Helene Friederike.